# Glabellula natalensis
Glabellula natalensis är en tvåvingeart som beskrevs av Hesse 1967. Glabellula natalensis ingår i släktet Glabellula och familjen svävflugor. Inga underarter finns listade i Catalogue of Life.